# أولاد بوعزة بن قاسم (أولاد قاسم)
أولاد بوعزة بن قاسم هو دُوَّار يقع بجماعة مفاسيس، إقليم خريبكة، جهة بني ملال خنيفرة في المملكة المغربية. ينتمي الدوّار لمشيخة أولاد قاسم التي تضم 3 دواوير. يقدر عدد سكانه بـ 957 نسمة حسب الإحصاء الرسمي للسكان والسكنى لسنة 2004.

## روابط خارجية
- البوابة الوطنية للجماعات الترابية
- المندوبية السامية للتخطيط